# Годзила (филм, 2014)
„Годзила“ (на английски: Godzilla) е американски филм от 2014 г., създаден по едноименния японски филм от 1954 г. за гигантско чудовище. Режисиран от Гарет Едуардс. Той е първият от филмовата поредица МонстърВърс.

## Актьорски състав
- Арън Тейлър-Джонсън – Форд Броуди
- Кен Уатанабе – Д-р Иширо Серизава
- Брайън Кранстън – Джо Броуди
- Елизабет Олсън – Ел Броуди
- Карсън Болд – Сам Броуди
- Сали Хокинс – Вивиън Граъм
- Жулиет Бинош – Сандра Броуди